# Deutsche Poolbillard-Meisterschaft 1982 (Damen)
Die Deutsche Poolbillard-Meisterschaft 1982 war die zweite Austragung zur Ermittlung der nationalen Meistertitel der Damen in der Billardvariante Poolbillard. Sie wurde in Kerpen ausgetragen.
Es wurden die Deutschen Meisterinnen in den Disziplinen 14/1 endlos, 8-Ball und 8-Ball-Pokal ermittelt.

## Medaillengewinner
| Disziplin    | Gold                               | Silber                                | Bronze                         | 4. Platz                        |
| ------------ | ---------------------------------- | ------------------------------------- | ------------------------------ | ------------------------------- |
| 14/1 endlos  | Sylvia Buschhüter (PBC Lürrip)     | Iris Jeglinski (PBC Gladbeck)         | Klara Lensing (PBC Kelze Ente) | Silvia Simon (PBC Wissingen)    |
| 8-Ball       | Ursula Koschel (PBC Rot-Gelb Porz) | Karen Scheffler (Schwarze 8 Berlin)   | Monika Wirth (PBC Hermges)     | Angelika Wilms (PBC Duisburg)   |
| 8-Ball-Pokal | Ursula Koschel (PBC Rot-Gelb Porz) | Doris Dimanski (G-Stoß Kamp-Lintfort) | Michaela Ott (PBC Hohl)        | Ulrike Holste (PBC Rheinhausen) |